# Кони Хоукинс
Корнелиъс (Кони) Л. Хоукинс (на английски: Cornelius (Connie) L. Hawkins), роден на 17 юли 1942 година в Бруклин, Ню Йорк, е американски баскетболист, известен с прякора си Ястреба. Той е сред малцината легенди на уличния баскетбол, които успяват да направят кариера и сред професионалистите.

## Биография
Кони Хоукинс става един от най-популярните баскетболисти в САЩ още докато е ученик в гимназия в родния си квартал Бруклин в Ню Йорк. Водният от него гимназиален баскетболен отбор печели в две поредни години ученическото първенство на град Ню Йорк, което е изключително оспорване и се следи с голям интерес от всички запалянковци на играта в Голямата ябълка, тъй като много от бъдещи звезди на НБА изгряват именно в тези мачове (такива са още Лю Алсиндор, известен по-късно като Карийм Абдул-Джабар, Крис Мълин, Марк Джексън, Стефан Марбъри и др.). В последната си година в гимназията той отбелязва по 25.5 точки средно на мач, като в една среща дори отбелязва 60 точки. Заради успехите си голямата американска спортна медия ESPN го поставя на 10-а позиция сред 10-те най-добри спортисти-ученици в историята на САЩ.
По същото време Кони Хоукинс се подвизава и по уличните игрища на Ню Йорк, включително и с участия в прочутия турнир в Ръкър Парк, където си спечелва допълнителна слава и уважение, както и прякора „Ястреба“. „Той беше Джулиус Ървинг преди Джулиус, той беше Майкъл Джордан преди Майкъл. Той просто беше най-добрият баскетболист, който бях виждал“, разказва прочутият треньор Лари Браун (шампион на НБА начело на Детройт Пистънс през 2004 г.).
Кони Хоукинс получава стипендия за Университета на Айова, но не успява да изиграе и един мач в университетското първенство, след като е отстранен заради съмнения в уреждане на мачове, въпреки че като първокурсник няма право да играе в официални срещи. Заради недоказаните обвинение (Ястреба не е нито арестуван, нито са му повдигнати обвинения) нито един друг университетски отбор не се съгласява да го приеме. В допълнение шефовете на НБА изрично посочват, че нито един отбор от лигата не трябва да сключва договор с Хоукинс, като забраната официално е потвърдена през 1966 г.
В резултат на забраната Ястреба е принуден да играе из нисшите американски лиги, както и за три години облича екипа на легендарните Харлем Глоубтротърс. Междувременно той започва да съди НБА за 6 милиона долара, тъй като счита забраната да сключва договори с отбори от лигата заради обвиненията в уреждане на мачове, като неправилна. През 1969 г. двете страни подписван извънсъдебно споразумение, според условията, на което Хоукинс получава 1.3 милиона долара обезщетение.
През 1967 г. Хоукинс се присъединява към отбора на Питсбърг Пайпърс за началото на първия сезон на сформираната Американска баскетболна асоциация (АБА), която първоначално е конкурент на НБА, а по-късно се влива в последната. Хоукинс извежда Питсбърг до първата титла в историята на АБА, като същевременно е избран за най-полезен играч (MVP) в редовния сезон и финалите, както е и най-резултатния баскетболист в лигата. През следващата година контузия и операция на коляното попречват на Хоукинс да защити титлата си с Питсбърг.
След уреждане на отношенията си с НБА през 1969 г. Хоукинс най-после дебютира в лигата с екипа на Финикс Сънс. В 81 мача от редовния сезон Ястреба записва по 24.6 точки, 10.4 борби и 4.8 асистенции средно на мач, като в последната си среща от сезона записва 44 точки, 20 борби, 8 асистенции, 5 „чадъра“ и 5 откраднати топки. В първия кръг на плейофите обаче Слънцата се изправят срещу един от най-силните отбори изобщо в историята на НБА – Лос Анджелис Лейкърс, воден от легендарните още по онова време Уилт Чембърлейн, Джери Уест и Елджин Бейлър. Независимо от сериозното предимство на Лейкърс Хоукинс успява почти сам да продължи серията до 7 мача преди Финикс да отстъпи. По време на серията Хоукинс записва по 25 точки, 14 борби и 7 асистенции средно на мач.
Хоукинс изиграва още 6 сезона в НБА, но контузии и възрастта му попречват да бъде на нивото от първата си година в лигата. Независимо от това той 4 пъти е избиран да играе в Мача на звездите на НБА (1970 – 73), а след края на кариерата му екипа с номер 42, с който играе, е изваден от употреба от Финикс в негова чест.
През 1992 г. Кони Хоукинс е приет и в Залата на славата на баскетбола.